# Casa de Trava

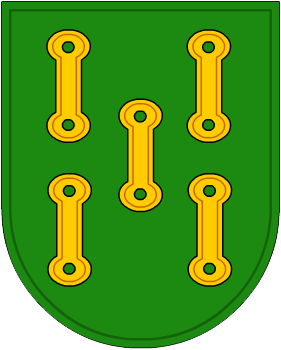
Um dos vários Escudos de Armas da linhagem da Casa de Trava.

A Casa de Trava teve origem numa família da nobreza do Reino de Galiza que teve grande poder económico e político em todo o norte da Península Ibérica durante o século XI e o século XII. Entre dos descendentes desta casa encontram muitos monarcas de vários países da Europa.

## Origens
O primeiro membro que se encontra bem documentado da linhagem da Casa de Trava foi Froila Bermúdez ou Vermúdez ou Veremúndez, que vai adquirir renome cerca de 1060, quando entrevém no litigio judicial do Mosteiro de São Martinho de Xubia, local que os monges residentes consideravam dominus noster.
Fez grandes doações ao Mosteiro e quando faleceu em 1091, foi sepultado no referido Mosteiro numa solene cerimónia que foi assistida por bispos.
Alguns dos seus descendentes e também genealogistas procuraram para Froila Bermúdez origens reais ou de elevada importância na nobiliárquica. A documentação existente leva a deduzir que seja neto do conde Menendo Gonçalves, regente durante a menoridade do rei Afonso V. Fray Crespo de Pozo, por exemplo, fá-lo descender da rica e poderosa casa galega dos Menendes.
Os documentos arquivados no Mosteiro de Sobrado, foram uma das principais fontes de informação dobre a Casa de Trava e não indicam de forma clara estas hipóteses. Um outro estudo, bastante mais ambicioso, fá-lo tetraneto de Roman, supostamente um filho bastardo do rei Fruela I.

## Territórios
Os domínios de Froila Bermúdez abarcavam grande parta da actual Província da Corunha, com a exclusão das propriedades eclesiásticas de Santiago de Compostela e Sobrado. Incluíam as terras situadas ao norte do rio Tambre, que á época se chamava Támaris ou Támara, região por ele chamada de Trás-Támara, da qual foi Senhor.
Os seus descendentes ampliaram estes domínios para constituir o que veio a ser o condado medieval de Trava (ou Traba). Este condado abarcava desde a Finisterra a Sudoeste, até Orgigueira a leste, incluindo as comarcas do Vale de Vimianzo, Bergantiños, Soneira entre outras.
Froila esteve em guerra contra os sarracenos, e terá sido certamente vassalo do Reino de Leão, de quem dependia a Galiza naquela época. Não há, no entanto, documentos que demonstrem ter exercido qualquer cargo por ordem real, situação que enormemente se alteraria com os seus filhos e netos.

## A linhagem de Trava
O primeiro conde de Trava mencionado por este título aparece num documentos 28 de Março de 1098, e foi Pedro Froilaz de Trava (filho de Froila Bermúdez e de  Elvira de Faro), e que foi antes conde em Ferreira (Ferraria, em latim da época, localidade do distrito de Brigantinos) e depois o primeiro conde de Galiza até à sua morte em 1128. O seu filho Fernão Peres de Trava, teve uma enorme influência no Condado Portucalense.

## Genealogia dos primeiros Senhores da Casa de Trava
- D. Gonçalo Moniz de Trava, c.c. D. Mumadona Froilaz de Coimbra
  - D. Froila Gonçalves de Trava, c.c. ?
    - D. Gonçalo Froilaz de Trava, c.c. D. Ilduara
      - D. Énega Gonçalves de Trava, c.c. D. Froila Rodrigues de Trava

    - D. Rodrigo Froilaz de Trava, c.c. D. Elvira
      - D. Froila Rodrigues de Trava, c.c. D. Énega Gonçalves de Trava
        - D. Bermudo Froilaz de Trava, c.c. 1) D. Gontrode Adoines de Rivera, 2) D. Loba Rodrigues
          - 2) D. Froila Bermudes de Trava, c.c. 1) D. Elvira Mendes de Faro, 2) D. Lúcia
            - 1) D. Gonçalo Froilaz de Trava, bispo
            - 1) D. Pedro Froilaz de Trava (m.1128), c.c. 1) D. Urraca Froilaz, 2) D. Maior-Gontrode Rodrigues
              - 1) D. Fernão Peres de Trava (m.1161), c.c. 1) D. Sancha Fernandes de Lara. Teve uma relação extraconjugal com 2) Teresa de Leão, Condessa-Rainha de Portugal.
                - 1) D. Maria Fernandes de Trava (m. 1168), c.c. D. Ponço Giraldes de Cabreira
                - 1) D. Gonçalo Fernandes de Trava (m. 1164), c.c. 1) D. Berengária Rodrigues de Sárria, 2) D. Elvira Rodrigues
                  - 1) D. Urraca Gonçalves de Trava (m.1190), c.c. D. Froila Ramires
                  - 1) D. Fernão Gonçalves de Trava (m. 1165)
                  - 1) D. Gomes Gonçalves de Trava (m. 1208), c.c. D. Elvira Peres de Sárria
                    - D. Rodrigo Gomes de Trava (m. 1261), c.c. D. Mor Afonso Teles de Meneses
                    - D. Maria Gomes de Trava
                    - D. Vasco Gomes de Trava, c.c. D. Maria Garcia de Ambroa
                      - D. Pedro Vasques de Trava

                    - D. Sancha Gomes de Trava, c.c. D. Gonçalo Peres de Molina
                    - D. Fernão Gomes de Trava
                    - D. Gonçalo Gomes de Trava, c.c. D. Sancha Álvares de Sárria
                      - D. Rodrigo Gonçalves de Trava
                      - D. Álvaro Gonçalves de Trava
                      - D. Fernão Gonçalves II de Trava, c.c. ?
                        - D. Álvaro Fernandes de Trava

                  - 1) D. Rodrigo Gonçalves de Trava

                - 1) D. Urraca Fernandes de Trava (m. 1199), c.c. D. João Aires de Lima (Buval)
                - 2) D. Sancha Fernandes de Trava, c.c. 1) D. Álvaro Rodrigues de Sárria, 2) D. Pedro Afonso das Astúrias, 3) D. Gonçalo Rodrigues Salvadores
                - 2) D. Teresa Fernandes de Trava, c.c. 1) D. Nuno Peres de Lara, 2) D. Fernando II de Leão

              - 1) D. Bermudo Peres de Trava (m. 1168), c.c. 1) D. Teresa Bermudes, 2) D. Adosinda Gonçalves, 3) D. Urraca de Portugal
                - 1) D. Pedro Bermudes de Trava
                - 1) D. Henrique Bermudes de Trava
                - 1) D. Maior Bermudes de Trava, c.c. D. Gonçalo Mendes de Tougues
                - 2) D. Aldara Bermudes de Trava
                - 2) D. Ximena Bermudes de Trava
                - 3) D. Soeiro Bermudes de Trava (m. 1169)
                - 3) D. Fernão Bermudes de Trava (m. c.1209)
                - 3) D. Urraca Bermudes I de Trava A Maior, abadessa.
                - 3) D. Sancha Bermudes de Trava (m. c.1208), c.c. D. Soeiro Viegas de Ribadouro
                - 3) D. Teresa Bermudes de Trava (m. c.1219), c.c. D. Fernão Aires de Lima
                - 3) D. Urraca Bermudes II de Trava A Menor

              - 1) D. Rodrigo Peres de Trava O Veloso (O Peludo), c.c. D. Fronilde Fernandes - Trava-Veloso
              - 1) D. Froila Peres de Trava
              - 1) D. Vasco Peres de Trava
              - 1) D. Toda Peres de Trava, c.c. 1) D. Guterre Bermudes, 2) D. Fernão Fernandes Ponce de Leão
              - 1) D. Loba Peres de Trava, c.c. D. Monio Pais
              - 1) D. Aldara Peres de Trava, c.c. D. Aires Peres de Deza
              - 1) D. Elvira Peres de Trava, c.c. 1) D. Gomes Nunes de Pombeiro, 2) Geraldo de Cabreira
              - 2) D. Ximena Peres de Trava
              - 2) D. Garcia Peres de Trava
              - 2) D. Estevainha Peres de Trava
              - 2) D. Urraca Peres de Trava
              - 2) D. Sancho Peres de Trava

            - 1) D. Rodrigo Froilaz de Trava, c.c. D. Gontinha Gonçalves - Trava-Tougues
            - 1) D. Visclavara Froilaz de Trava, freira
            - 1) D. Adosinda Froilaz de Trava
            - 2) D. Monia Froilaz de Trava (m.27 de fevereiro de 1091), c.c. D. Paio Mendes
            - 2) D. Ermesinda Froilaz de Trava, c.c. D. Crescónio Moniz

          - 2) D. Lúcia Bermudes de Trava

  - D. Ero Gonçalves de Trava
  - D. Monio Gonçalves de Trava
  - D. Gontinha Gonçalves de Trava

### Linhagem Trava-Veloso
- D. Rodrigo Peres de Trava O Veloso (O Peludo), c.c. D. Fronilde Fernandes
  - D. Fernão Rodrigues Veloso c.c. D. Inês Gonçalves
    - D. Rodrigo Fernandes Veloso O Feio, c.c. 1) D. Sancha Rodrigues de Cifuentes, 2) D. Teresa Froilaz de Cifuentes
      - D. Lopo Rodrigues Veloso Carnota
      - D. Garcia Rodrigues I Veloso de Valcárcel, c.c. D. Lambra Rodrigues - Veloso-Valcárcel
      - D. Ramiro Rodrigues Veloso, c.c. ?
        - D. Gonçalo Ramires Veloso

      - D. Rodrigo Rodrigues Veloso, c.c. D. Mília
        - D. Fernão Rodrigues II Veloso

      - D. Sancha Rodrigues Veloso, c.c.  D. Fernão Peres de Gusmão
      - D. Inês Rodrigues Veloso, c.c.  D. Rodrigo Afonso de Leão
      - D. Fernão Rodrigues I Veloso

    - D. Urraca Fernandes Veloso
    - D. Maria Fernandes Veloso

  - D. Maria Rodrigues Veloso, c.c. D. Mendo Gonçalves I de Sousa
  - D. Guiomar Rodrigues Veloso, c.c. 1) D. Fernão Ponces de Cabreira (m. 10 de outubro de 1180), 2) D. Diogo Ximenes
  - D. Álvaro Rodrigues Veloso
  - D. Rodrigo Rodrigues Veloso

### Linhagens Trava-Tougues e Trava-Palmeira
- D. Rodrigo Froilaz de Trava, c.c. D. Gontinha Gonçalves
  - D. Mem Rodrigues de Tougues, c.c. D. Châmoa Gomes de Pombeiro
    - D. Soeiro Mendes de Tougues, Olhos de Águia, Sapata, c.c. D. Elvira Gonçalves de Sousa
      - D. Gomes Soares de Tougues, c.c. D. Teresa Rodrigues de Barbosa
        - D. Châmoa Gomes de Tougues, c.c. D. Rodrigo Froiaz de Leão
        - D. Vasco Gomes de Tougues
        - D. Soeiro Gomes de Tougues

      - D. Pedro Soares de Tougues, c.c. ?
        - D. Soeiro Pires de Tougues, c.c. D. Sancha Gomes Barreto

      - D. Gontinha Soares de Tougues, Carnes Más, c.c. D. Garcia Pires de Bragança
      - D. Maria Soares de Tougues, teve uma relação ilegítima com D. Pedro Rodrigues de Penela
      - D. Nuno Soares de Tougues

    - D. Froila Mendes de Tougues, O Louco
    - D. Bermudo Mendes de Mandiá, c.c. D. Aldara Froilaz - Tougues-Mandiá
    - D. Gontrode Mendes de Tougues, c.c. D. Paio Vacario
    - D. Urraca Mendes de Tougues, c.c. D. Froila Froilaz
    - D. Guímara Mendes de Tougues, O Louco

  - D. Gonçalo Rodrigues da Palmeira, c.c. 1) D. Fruilhe Afonso de Celanova, 2) D. Urraca Viegas de Ribadouro
    - D. Rui Gonçalves de Pereira, c.c. 1) D. Inês Sanches, 2) D. Sancha Henriques de Portocarreiro - Casa de Pereira
    - D. Elvira Gonçalves da Palmeira, c.c. D. Rui Nunes das Astúrias
    - D. Gonçalo Gonçalves da Palmeira, c.c. D. Maria Pais de Valadares
      - D. Maria Gonçalves da Palmeira, c.c. 1) D. Fernão Álvares de Castro 2) Teve uma relação ilegítima com D. Afonso Pires Gato

    - D. Fernão Gonçalves da Palmeira

### Linhagem Veloso-Valcárcel
- D. Garcia Rodrigues I Veloso de Valcárcel, c.c. D. Lambra Rodrigues 
  - D. Garcia Rodrigues II de Valcárcel, c.c. D. Maria Fernandes
    - D. Garcia Rodrigues III de Valcárcel, c.c. 1) D. Teresa Anes Sarraça, 2) ?
      - 1) D. Garcia Rodrigues IV de Valcárcel
      - 1) D. Pedro Garcia II de Valcárcel, c.c. D. Inês Garcia
      - 1) D. Leonor Garcia de Valcárcel, c.c. D. Aires Fernandes de Neira
      - 1) D. Maria Garcia de Valcárcel, c.c. 1) D. Paio Anes Varela, 2) D. Rui Freire de Andrade
      - 1) D. Constança Garcia de Valcárcel, c.c. D. João Freire de Andrade
      - 2) D. Álvaro Rodrigues II de Valcárcel

    - D. Álvaro Rodrigues I de Valcárcel Cornado, c.c. D. Teresa Rodrigues de Figueiroa - Valcárcel-Cornado

  - D. João Garcia de Valcárcel
  - D. Pedro Garcia I de Valcárcel
  - D. Rodrigo Garcia de Valcárcel

### Linhagem Tougues-Mandiá
- D. Bermudo Mendes de Mandiá, c.c. D. Aldara Froilaz
  - D. Garcia Bermudes de Mandiá, c.c. ?
    - D. Lopo Garcia de Mandiá, c.c. ?
    - D. Fortun Garcia de Mandiá, c.c. ?
    - D. João Garcia de Mandiá, c.c. ?
    - D. Mor Garcia de Mandiá
    - D. Maria Garcia de Mandiá

  - D. Fernão Bermudes de Mandiá, c.c. ?
  - D. Pedro Bermudes de Mandiá
  - D. João Bermudes de Mandiá

### Linhagem Valcárcel-Cornado
- D. Álvaro Rodrigues I de Valcárcel Cornado, c.c. D. Teresa Rodrigues de Figueiroa
  - D. Gonçalo Rodrigues Cornado, c.c. D. Elvira Aires
    - D. João Vasques Cornado
    - D. Leonor Rodrigues Cornado, c.c. D. Garcia Laso de La Vega
    - D. Mor Vasques Cornado, c.c. D. João Afonso de Benavides

  - D. Vasco Rodrigues Cornado (m. 1337)